# Palác Rokoko
Palác Rokoko (také uváděn jako Šupichovy domy) je komplex tří multifunkčních budov postavených ve specifickém autorově stylu s prvky kubismu a moderny (patrná zejména ve vnitrobloku) na Václavském náměstí, na adrese č. p. 794/38-46, a Štěpánská 626/63, 110 00 na Novém Městě, Praha 1 podle návrhu architekta Emila Králíčka. Budova vyplňuje nároží Václavského náměstí a Štěpánské ulice, pasáží je pak propojena s Palácem Lucerna. Palác byl vybudován na objednávku zámožného pražského právníka a podnikatele JUDr. Josefa Šupicha mladšího. Stavba je od 12. prosince 1995 chráněna jako kulturní památka České republiky.

## Historie
Úřední budova byla vystavěna z letech 1912 až 1916 na rozsáhlém rohovém pozemku uvolněném demolicí barokního Aehrenthalského paláce z počátku 17. století. Zadavatelem stavby byl majetný advokát JUDr. Josef Šupich mladší, specializující se na pojišťovnictví. Autorem návrhu stavby byl architekt Emil Králíček, který pracoval pro stavebního podnikatele Matěje Blechu, jehož firma stavba realizovala. Jak Emil Králíček, tak Josef Šupich mladší pocházeli z Německého Brodu. Vypuknutí první světové války v polovině roku 1914 stavbu Šupichových domů pozdrželo. Výstavba probíhala současně s pracemi na stavbě sousedního paláce Lucerna stavebníka Ing. Vácslava Havla, oba objekty byly po dokončení propojeny obchodní pasáží.
V suterénu východního křídla paláce do Václavského náměstí působilo od otevření paláce divadlo Rokoko, kde hrála řada slavných českých divadelních umělců, z raných let například Karla Hašlera, Eduarda Basse (sídlil zde kabaret Červená sedma), Ference Futuristy, Vlasty Buriana nebo Dřevěné divadlo Jiřího Trnky.

## Popis
Šestipodlažní palác je vystavěn ve stylu art deco. Budově dominuje centrální zaoblené nároží s balkony tvořící portál stavby, které je doplněno dvěma symetrickými křídly. Mohutné vchodové portály jsou u obou staveb symetrické, rozložení oken a fasády se liší. Konstrukce budovy byla vytvořena ze železobetonu, fasáda a římsy jsou vyzdobeny art decovými maskarony.

## Galerie

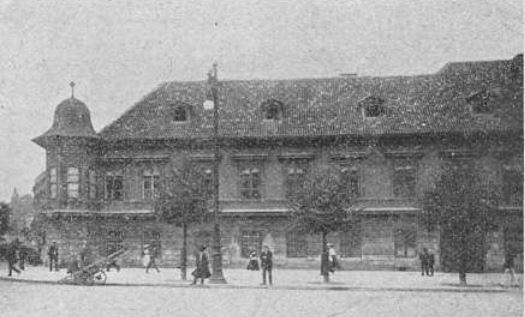
Aehrenthalský palác, který stál na místě Šupichových domů
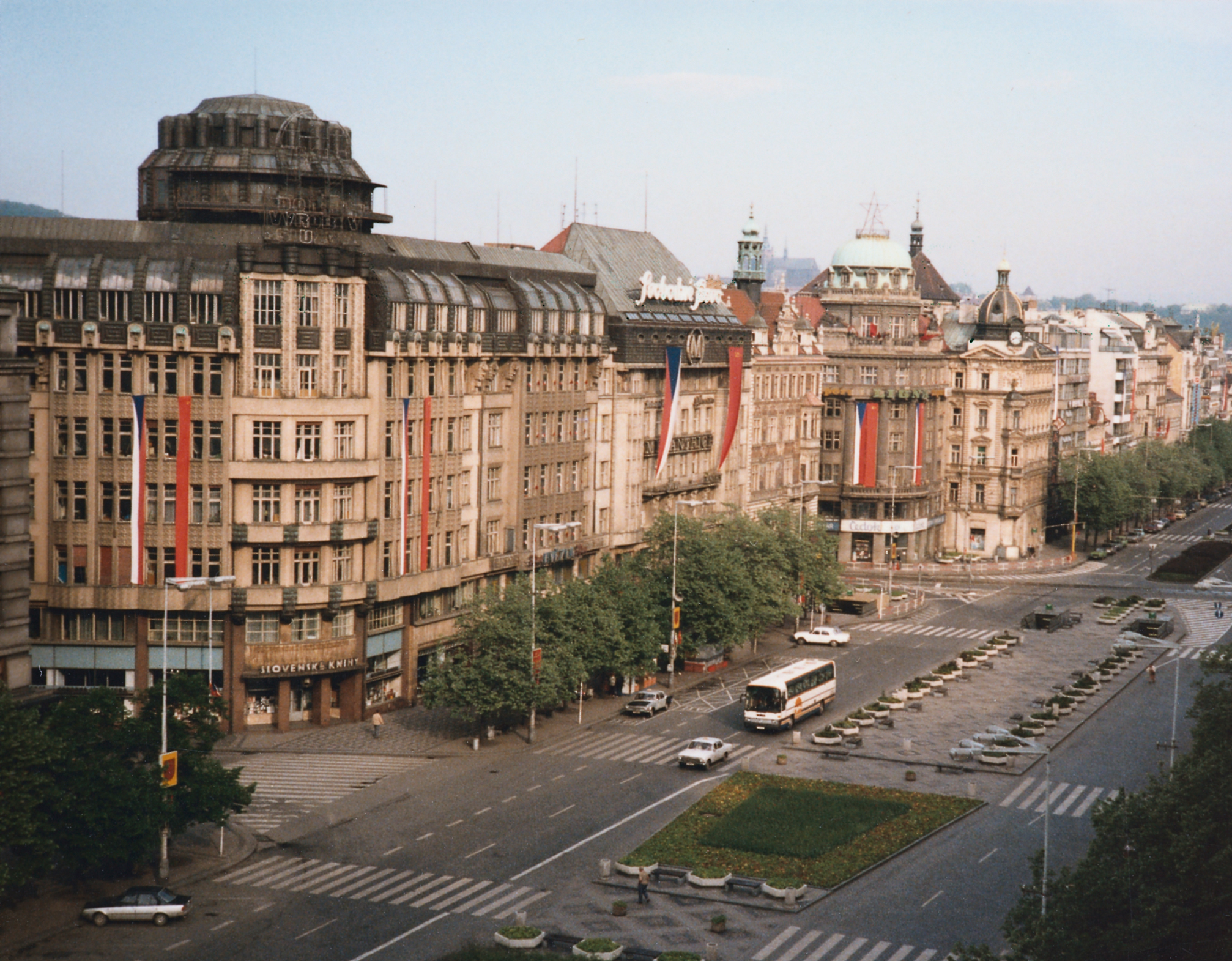
Palác Rokoko v roce 1989
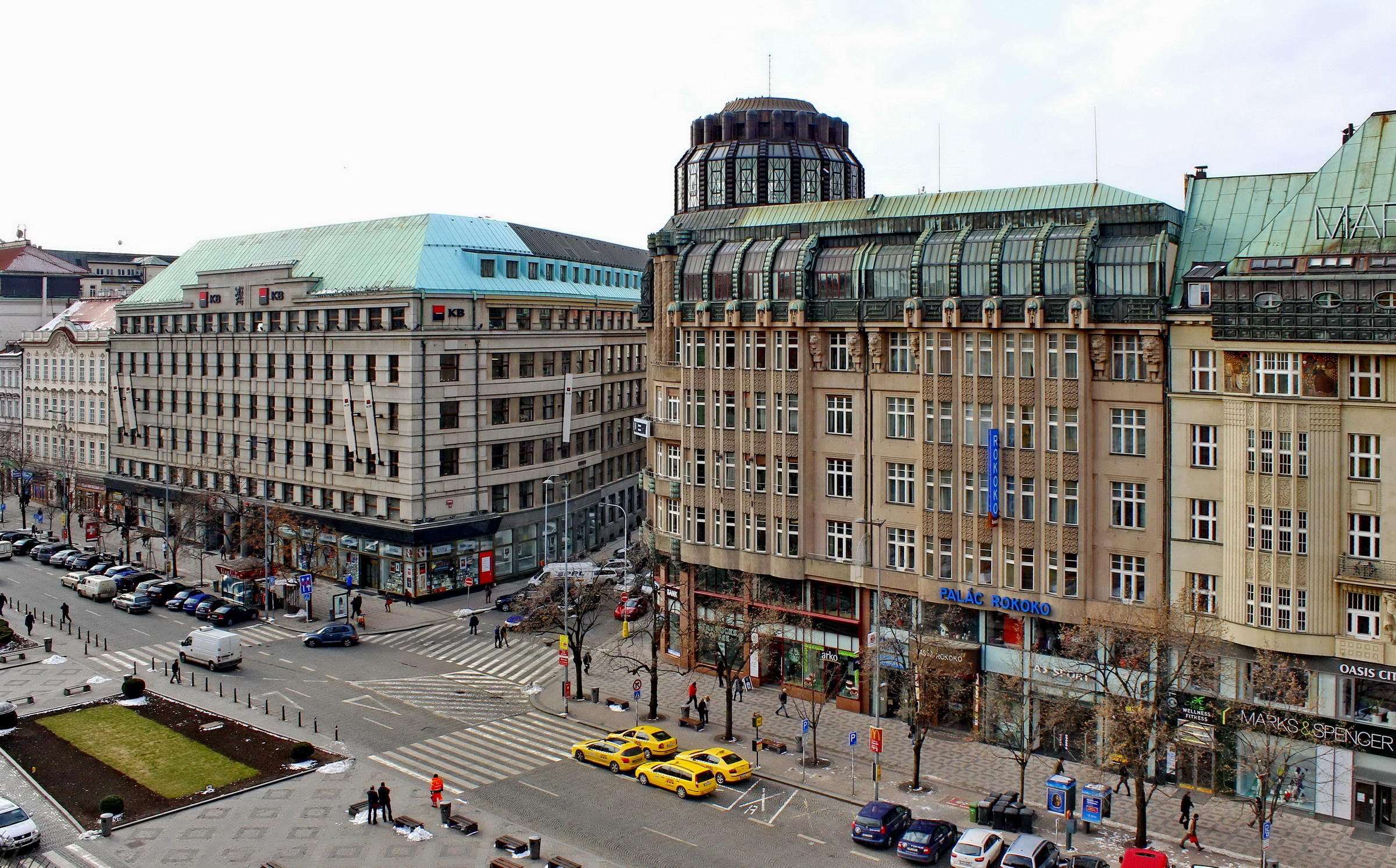
Palác Rokoko v roce 2013
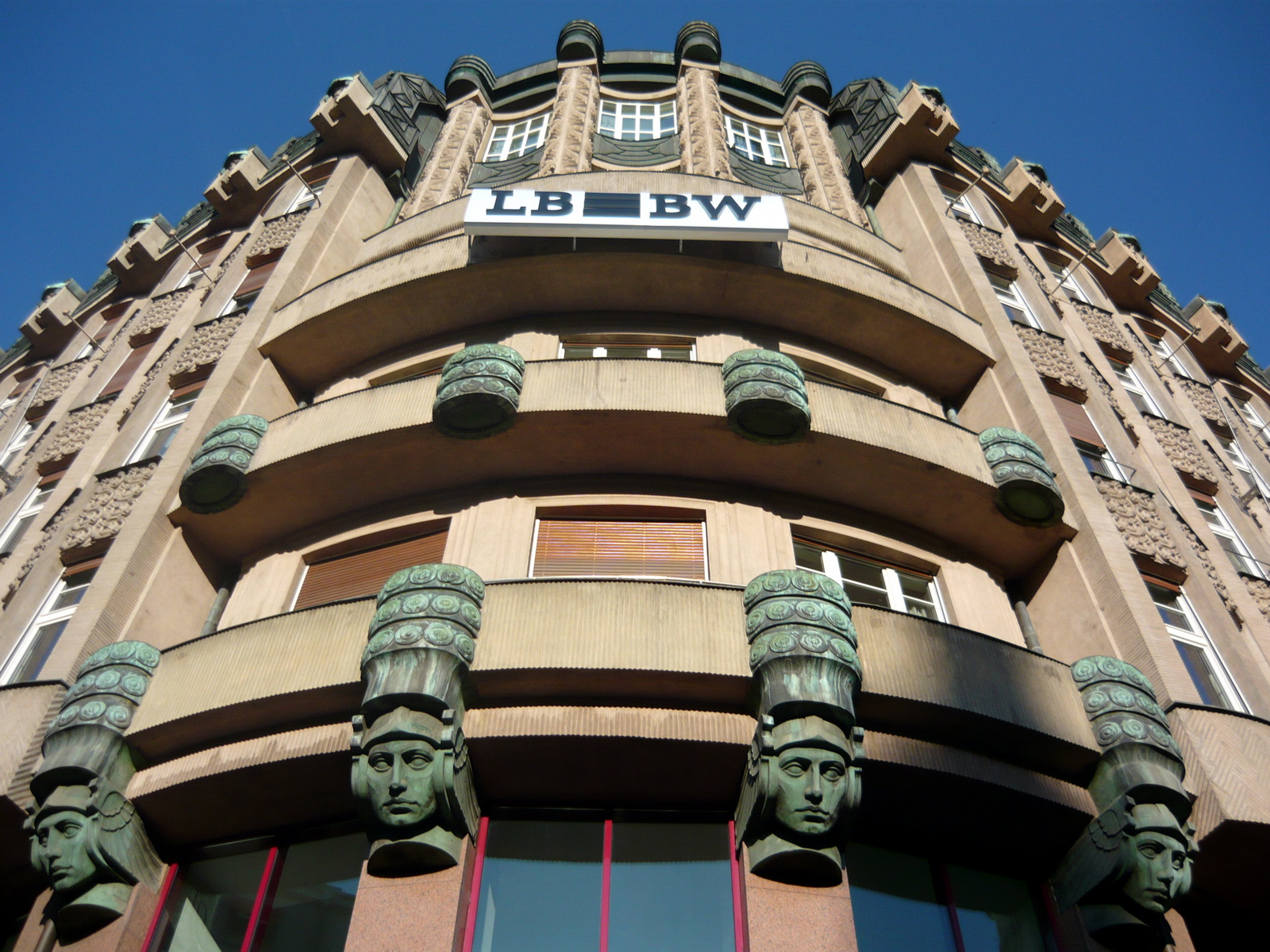
Detail průčelí
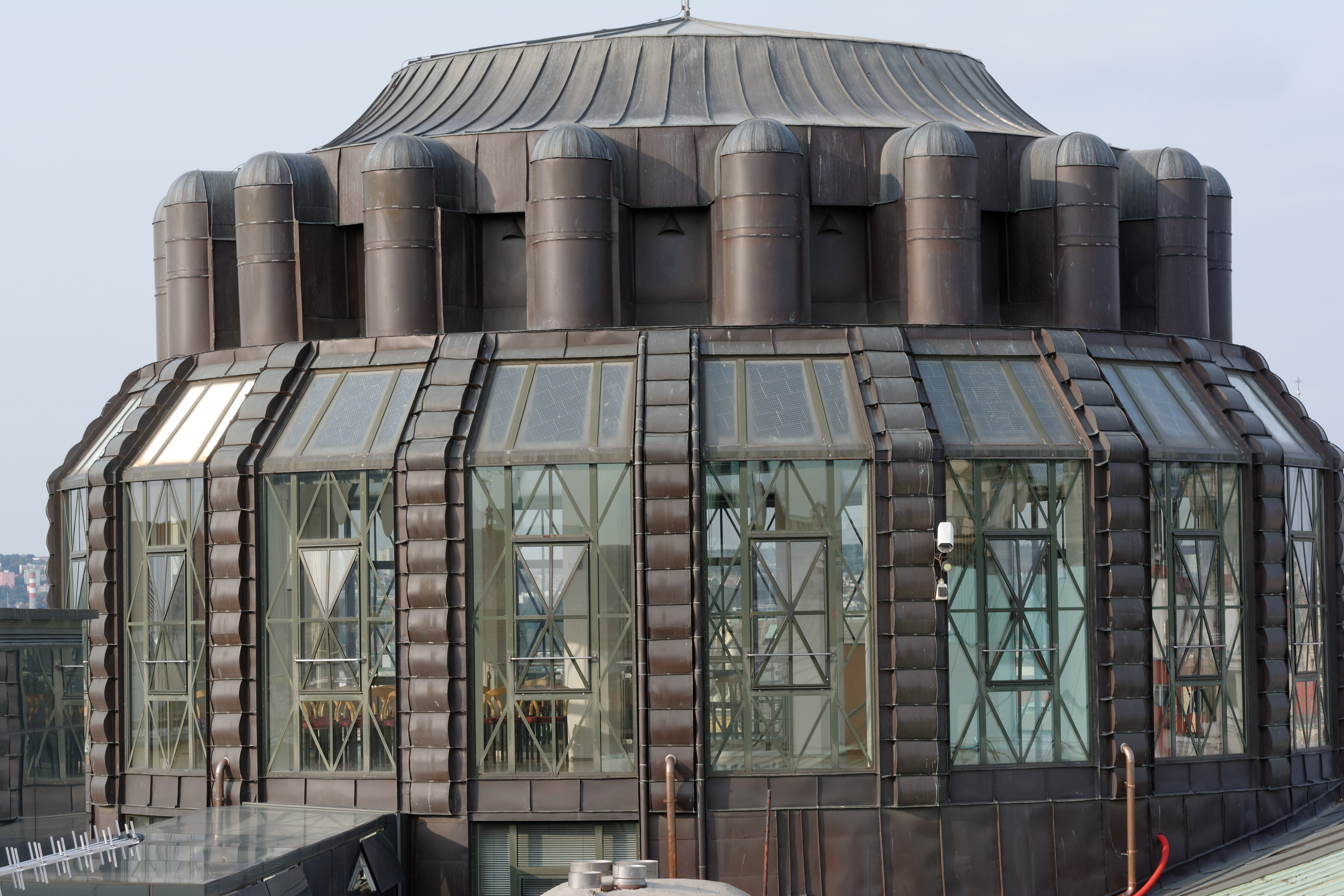
Pohled na kupoli z teras paláce Lucerna
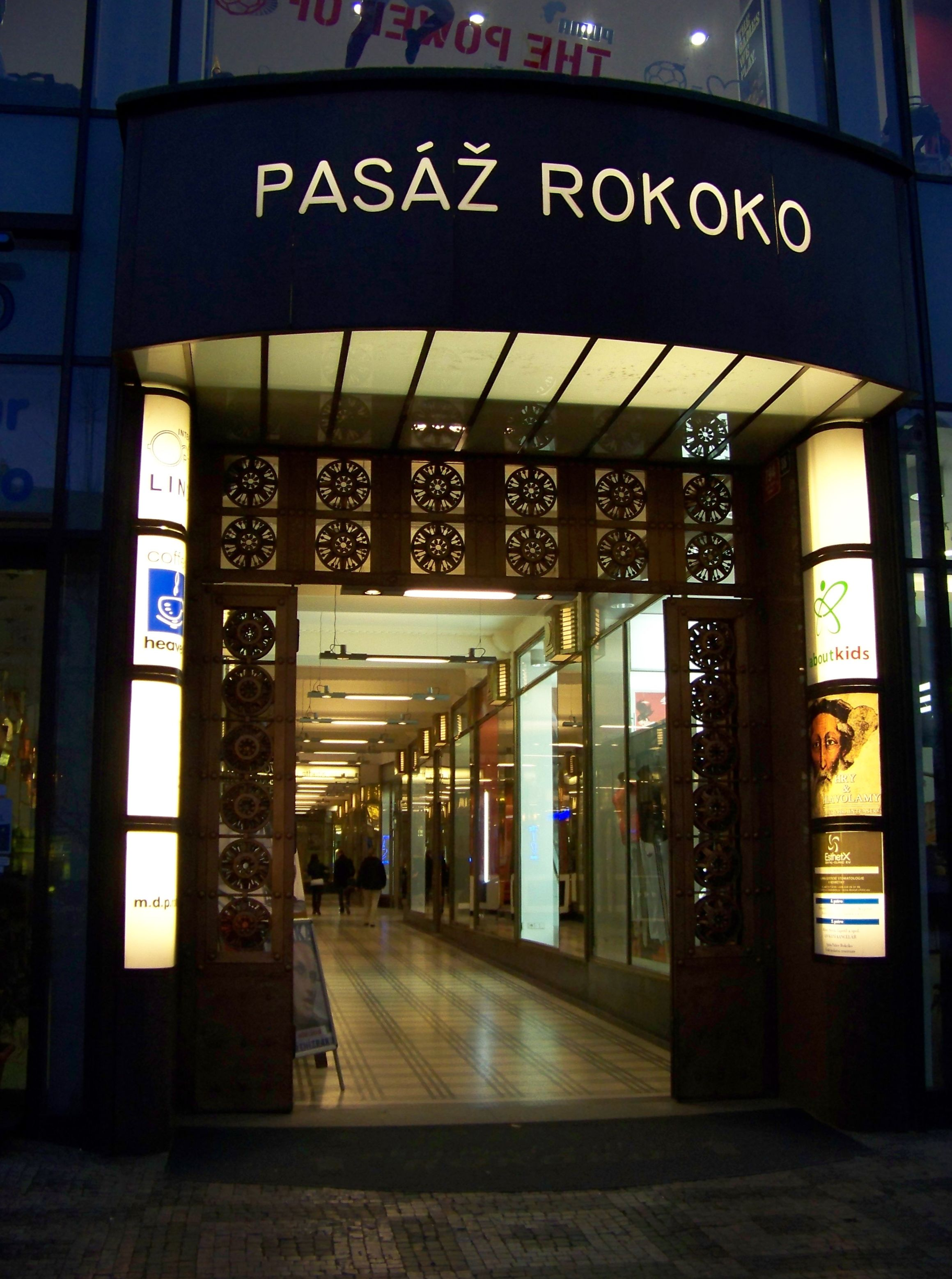
Pasáž Rokoko
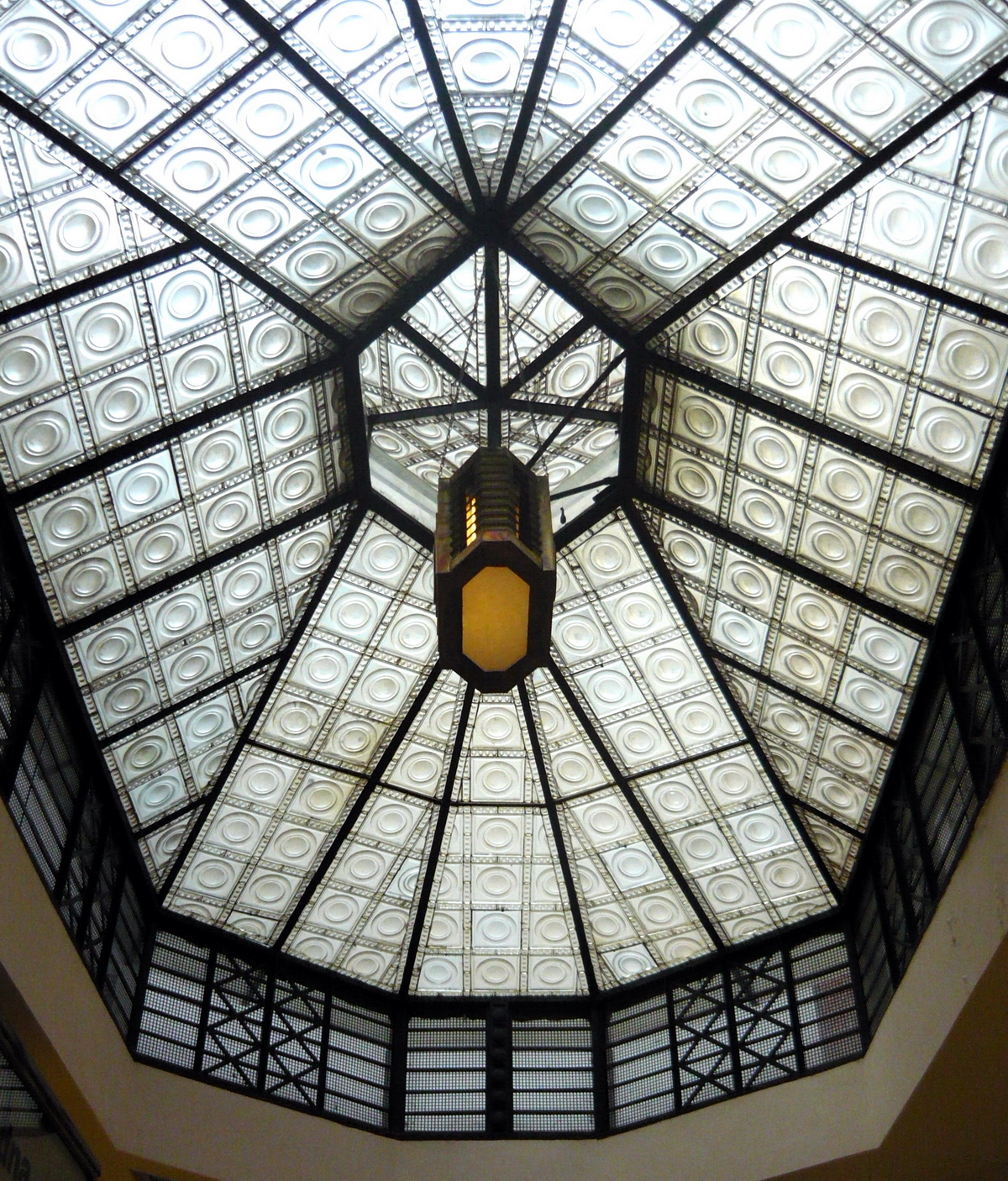
Zastřešení pasáže
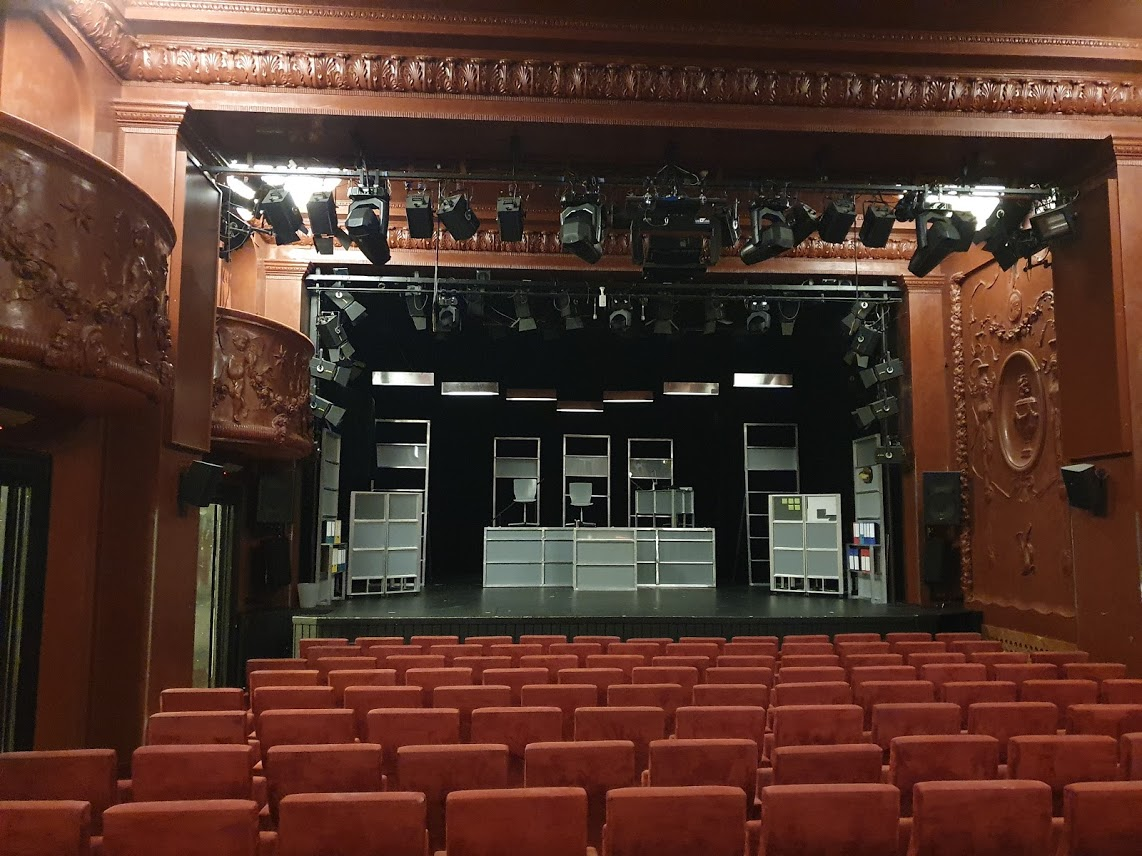
Divadlo Rokoko